# سيدادي دي سبارجوس
سيدادي دي سبارجوس (بالبرتغالية: Espargos ‏) هي مدينة، في الرأس الأخضر، تقع في سال، بلغ عدد سكانها 6,173 نسمة.